# Primair scleroserende cholangitis
Primaire Scleroserende Cholangitis (PSC) is een aandoening waarbij de galwegen binnen en buiten de lever chronisch ontstoken zijn (dit in tegenstelling tot een acute cholangitis waarbij alleen grote galwegen buiten de lever acuut ontstoken zijn). Door de ontstekingen ontstaan vernauwingen in de galwegen wat soms leidt tot verstopping. Deze verstoppingen kunnen zorgen voor cholestase in de lever waardoor er cirrose, leverfalen en leverkanker kan optreden. De oorzaak van PSC is nog steeds onbekend maar men vermoedt dat het gaat om een auto-immuunziekte. Meer dan 80% van de PSC-patiënten heeft ook colitis ulcerosa.

## Symptomen en klachten
PSC  wordt gekenmerkt door terugkerende opstoten van cholangitis waarbij er progressieve schade en obstructie van de galwegen optreedt. Typische klachten tijdens een opstoot zijn koorts, geelzucht, moeheid en pijn in de rechterbovenbuik.
Naarmate de aantasting van de galwegen toeneemt kunnen volgende symptomen daarbovenop voorkomen:
- Chronische vermoeidheid
- Malabsorptie van vetten (wat kan leiden tot een tekort aan de vetoplosbare vitaminen A,D, E en K)
- Vetdiarree
- Hepatomegalie
- Portale hypertensie
- Hepatische encefalopathie

## Behandeling
De standaardbehandeling bestaat uit het bestrijden van de klachten tijdens opstoten zoals de toediening van jeukverzachtende middelen en vitaminesupplementen. Meestal nemen PSC-patiënten ook het medicijn ursodesoxycholzuur. Dit is een galzuur dat van nature ook in de galvloeistof voorkomt en dat geen leverschade veroorzaakt. De rol van ursodesoxycholzuur bij PSC blijft echter controversieel.
Bij grote galwegblokkades kan met behulp van een ERCP een stent geplaatst worden in de galwegen om de doorstroming van galvloeistof te verbeteren.
Bij het optreden van leverfalen ten gevolge van PSC is levertransplantatie een optie.